# Pin (píseň, Yeah Yeah Yeahs)
"Pin" je skladba indie rockové kapely Yeah Yeah Yeahs z jejich debutového alba nazvaného Fever to Tell. Vyšla 22. července 2003 a získala veskrze příznivé recenze kritiků, ale zdaleka ne takový úspěch jako následující singl "Maps". Na B-straně singlu je umístěna skladba "Mr. You're On Fire Mr." (cover Liars), která nebyla vydána na žádném dalším albu skupiny. Skladba se umístila na 29. místě britské oficiální hitparády.
Ke skladbě byl vytvořen animovaný videoklip, jehož autorem je Tunde Adebimpe.

## Seznam skladeb
1. "Pin"
2. "Rich" (Pandaworksforthecops remix)
3. "Mr. You're on Fire Mr."
4. "Pin" (videoklip)